# Latin Kings

ALKQN

Almighty Latin Kings and queen nation é a maior e uma das mais bem organizadas gangues de hispânicos (latino-americanos de língua espanhola) residentes nos Estados Unidos da América.
Surgida na década de 1940 em Chicago, era inicialmente composta exclusivamente por homens de origem mexicana e porto-riquenha. Tinham como propósito a luta contra o preconceito racial, mas rapidamente acabaram desviando para atividades criminosas como assaltos, tráfico de entorpecentes, falsificação ideológica e assassinatos.
A gangue Latin Kings é uma das poucas gangues que aceitam mulheres como membros, denominadas Latin Queens.
No Brasil, Em meados de 2008/2009, King Baby Dylan da S.T.A.E Ecuador, em parceria com King Snow de Salvador, na Bahia, após algumas conversas com King Royal Brazil que tinha voltado de Boston para Minas Gerais, resolveram fundar um capítulo-nação no Brasil. Em 2011, King Snow viajou até a cidade de Vitória, no Espírito Santo, para então em 6 de fevereiro de 2011, ser oficialmente criada na cidade de Vila Velha-ES, a denominada Sagrada Tribo Brasil (S.T.B), inicialmente com membros nos estados da Bahia e Espírito Santo. A Sagrada Tribo Brasileira se baseia no manifesto-constituição da Latin Kings mais conhecida como KMC (Kingsm Manifesto Constitution).
Depois de alguns anos, com a chegada em Brasília de King Vudu que é da Taino Tribe da Flórida, fez surgir novos membros na capital brasileira, sendo que, depois de algum tempo a Família se expandiu para outros estados, como: Rio de janeiro e Rio Grande do Sul.
Em parceria com  King Daka e King Yankee, King Snow criou o grupo de rap Familia Kingsta que é um grande representante da S.T.B capítulo-nação, fazendo parcerias com Rappers de Chicago, Indiana, Orlando, Puerto Rico, Colômbia, México, Lançando a mixtape Família Kingsta - Kingsta por Vida, disponível no site Datpiff.com , além de fazer contatos com outras Tribos de relevância nos U.S.A, Equador, Bélgica e Espanha, pois eles lutam para mudar o cenário de calamidade, que são as Favelas onde o os reis moram.